# Anatoliadelphys
Anatoliadelphys is een geslacht van uitgestorven buideldierachtigen behorend tot de Anatoliadelphyidae. Het was een carnivoor en Anatoliadelphys leefde tijdens het Midden-Eoceen in wat nu Turkije is.

## Fossiele vondst
Het enige bekende fossiel van Anatoliadelphys werd in 2002 gevonden in de Uzançarşıdere-formatie in Anatolië, die dateert van 43 tot 44 miljoen jaar geleden in het tijdvak Lutetien. Het fossiel omvat een fragmentarische gedeeltelijke schedel, onderkaken, het merendeel van de wervelkolom, gedeeltelijke schouder- en bekkengordel, alle lange pijpbeenderen en deel van de voetbeenderen.

## Kenmerken
Anatoliadelphys was een katachtig dier met het formaat van een huiskat of gevlekte buidelmarter. Het gewicht wordt geschat op drie tot vier kilogram, op basis van de kaaklengte in vergelijking met gegevens van hedendaagse roofbuideldieren. Hiermee is Anatoliadelphys beduidend groter dan Mimoperadectes uit het Vroeg-Eoceen van Noord-Amerika, met een gewicht van circa 250 gram voorheen de grootst bekende buideldierachtige van de noordelijke continenten tijdens het Tertiair. Samen met Didelphodon vorax en de Virginiaanse opossum is Anatoliadelphys de grootste bekende buideldierachtige van het noordelijk halfrond.
In tegenstelling tot de andere buideldierachtigen van de noordelijke continenten tijdens het Kenozoïcum was Anatoliadelphys een carnivoor in plaats van een insectivoor of een frugivoor. Anatoliadelphys jaagde op kleine dieren. Anatoliadelphys had zeer sterke kaken en nekspieren met hierdoor een grote bijtkracht. Met de grote, brede kiezen, vergelijkbaar met die van de buidelduivel, was Anatoliadelphys in staat botten en schaal- en schelpdieren te kraken. De poten waren aangepast om te klimmen, maar Anatoliadelphys leefde vermoedelijk vooral op de grond. De leefwijze van Anatoliadelphys kwam vermoedelijk overeen met die van de hedendaagse gevlekte buidelmarter.

## Leefgebied
Turkije was tijdens het Midden-Eoceen een eiland en onderdeel van een archipel van grote, bergachtige eilanden in zuidelijk Europa en zuidwestelijk Azië omgeven door ondiepe zeeën. Anatolië was in deze periode bedekt met subtropische bossen. Placentaire carnivoren zoals roofdieren, creodonten en mesonychiden zijn niet bekend uit de Uzançarşıdere-formatie en Anatoliadelphys kon zich zo in het geïsoleerde Anatolië ontwikkelen tot het voornaamste roofdier. Anatoliadelphys deelde zijn leefgebied met de kleine verwant Orhaniyeia, buideldierachtigen uit de Herpetotheriidae, 'condylarthen' uit de Pleuraspidotheriidae, embrithopoden, omomyide primaten en vleermuizen. 